# N-Acetilserotonin
N-Acetilserotonin (NAS, normelatonin) je prirodni intermedijer u endogenoj produkciji melatonina iz serotonina. On se formira iz serotonina posredstvom enzima aralkilaminska N-acetiltransferaza (AANAT) i konvertuje se u melatonin dejstvom acetilserotonin O-metiltransferaze (ASMT). Poput melatonina, NAS je agonist melatoninskih receptora MT1, MT2, i MT3, i može se smatrati neurotransmiterom. Osim toga, NAS je prisutan u pojedinim oblastima mozga gde serotonin and melatonin nisu zastupljeni, iz čega sledi da on ima jedistvene uloge, i da nije samo prekurzor u sintezi melatonina.